# Lilian Thuram
Ruddy Lilian Thuram-Ulien (Pointe-à-Pitre, 1 de janeiro de 1972) é um ex-futebolista francês que atuava como lateral-direito ou zagueiro.
Por clubes, atuou na França, na Itália e na Espanha por mais de 15 temporadas, incluindo dez no Parma e na Juventus, tendo se tornado ídolo em ambas as equipes. Já pela Seleção Francesa, o ex-jogador é o segundo com mais partidas, atrás apenas de Hugo Lloris — Thuram atuou 142 vezes com a camisa dos Bleus entre 1994 e 2008. Destacou-se por ter conquistado a Copa do Mundo FIFA de 1998, a Euro 2000 e a Copa das Confederações de 2003, além de ter sido vice na Copa do Mundo de 2006.
Jogador rápido, forte fisicamente e versátil, era capaz de jogar tanto como lateral-direito quanto como zagueiro, e era competente ofensivamente e defensivamente. Apesar de seu estilo de jogo agressivo, foi descrito como estudioso e inteligente fora do campo. No ano de 2010, tornou-se embaixador da UNICEF e foi parabenizado por suas iniciativas de combate contra o racismo.

## Carreira

### Infância e início no Monaco
Quando criança, jogava bola nas praias e nas ruas de Guadalupe, sua terra natal, tendo se mudado para França com nove anos de idade, no ano de 1981. Foi criado pela mãe solteira junto com seus outros quatro irmãos no bairro parisiense de Fontainebleau, no subúrbio da capital francesa, já que ela havia se separado de seu pai quando a família ainda morava na ilha de Guadalupe, localizada nas Antilhas Francesas. Thuram chegou a rever o pai quando adulto algumas vezes, mas não criou laços afetivos com ele.
Antes de ser convencido a virar jogador profissional pelo Monaco, Thuram vislumbrava ser sacerdote. Para o bem do futebol, ele mudou de ideia aos 19 anos. Fez seu primeiro jogo como profissional pelo Monaco, comandado à época por Arsène Wenger, contra o Toulon, no dia 24 de maio de 1991, em jogo válido pela Ligue 1. Entrou no segundo tempo e jogou 15 minutos. O placar final foi de 1–1. Já seu primeiro gol como profissional saiu contra o Spartak Moscou, em casa, no dia 24 de novembro de 1993, pela fase de grupos da Liga dos Campeões da UEFA. O Monaco venceu por 4–1 e Thuram marcou o último tento da partida.

### Parma e Juventus
Em julho de 1996, Thuram chegou ao Parma. Sob o comando de Carlo Ancelotti e ao lado de Gianluigi Buffon, Roberto Sensini, Fabio Cannavaro e Hernán Crespo, fez história no time, conquistando o vice-campeonato italiano logo em sua primeira temporada (o título ficou com a Juventus). Formou ao lado de Cannavaro e Sensini um trio de zaga incrível no Parma, ganhando a Copa da UEFA, a Copa da Itália e a Supercopa Italiana. Em 1997, foi eleito o melhor jogador estrangeiro do Campeonato Italiano e, pela France Football, o melhor jogador francês da temporada.
Em 2001, depois de cinco boas temporadas pelo Parma, além de ótimas exibições pela Seleção, onde jogou e venceu a Copa do Mundo FIFA de 1998 e a Eurocopa de 2000, a Juventus abriu os cofres e pagou 34,4 milhões de euros por Thuram, na época a transferência mais cara da história de um defensor. Na equipe de Turim, o atleta reencontraria o goleiro Buffon, seu companheiro nos tempos de Parma. Logo na sua primeira temporada, conquistou o Campeonato Italiano, ficando um ponto na frente da vice-campeã Roma. Na temporada seguinte, de novo, conquistou o Campeonato Italiano, mas a derrota na final da Liga dos Campeões para o Milan acabou com a alegria da conquista.
Em 2004, a equipe de Turim anunciou a contratação do técnico Fabio Capello e de Cannavaro, ambos conhecidos de Thuram dos tempos de Parma. O time venceu os dois campeonatos nacionais seguintes, mas em 2006 estes títulos foram revogados por conta do escândalo de manipulação de resultados conhecido como Calciopoli. Além de perder os dois últimos títulos, o clube foi rebaixado à Serie B. Por conta disso, Thuram deixou o time bianconeri.

### Barcelona
Foi anunciado como novo reforço do Barcelona no dia 24 de julho de 2006. O jogador, que custou cinco milhões de euros, foi comprado pelos catalães juntamente com o seu companheiro de Juventus, Gianluca Zambrotta, que foi vendido aos espanhóis por 14 milhões de euros. Seu desempenho, entretanto, foi muito prejudicado por lesões e ele não era considerado titular absoluto — disputava a posição com o mexicano Rafa Márquez e o espanhol Carles Puyol, ambos em ótima fase. Com a camisa blaugrana, Thuram conquistou apenas a Supercopa da Espanha de 2006.

### Aposentadoria
Na janela de transferências de 2008, após o encerramento do contrato com o Barcelona, o jogador recebeu uma proposta para jogar no Paris Saint Germain, mas exames médicos alegaram que Thuram sofria de um problema cardíaco. Assim, o zagueiro francês decidiu encerrar sua carreira aos 36 anos, jogando apenas jogos amadores.

## Seleção Nacional
Sua primeira atuação pela Seleção Francesa foi no dia 17 de agosto de 1994, em um empate por 2–2 com a República Checa.

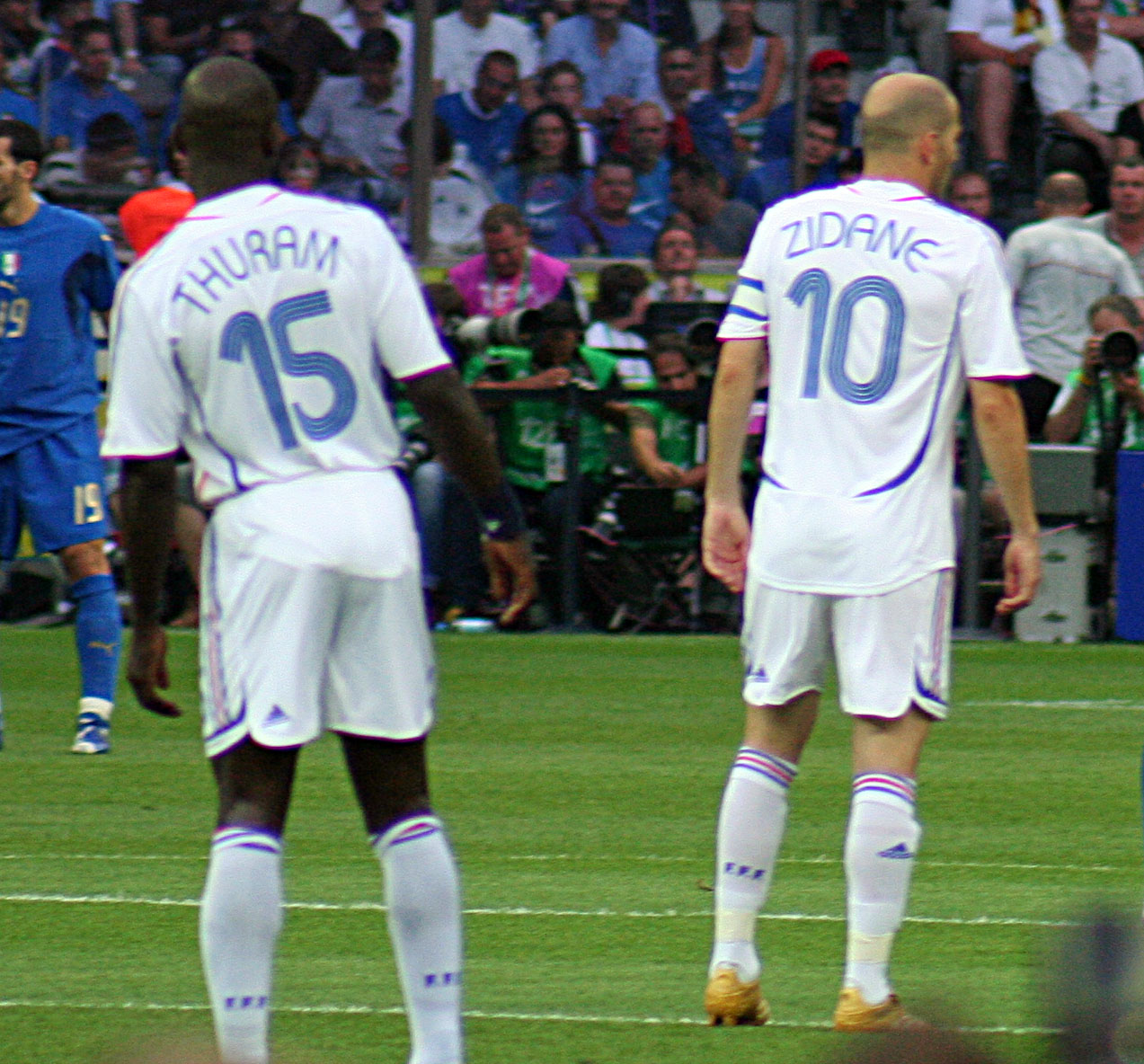
Thuram e Zidane na Copa de 2006

A grande atuação de Thuram com a camisa francesa aconteceu contra a Croácia, nas semifinais da Copa do Mundo FIFA de 1998. Ele foi o autor dos dois gols franceses, por coincidência, seus dois únicos com a camisa dos Les Bleus em 14 anos de serviço. Os croatas saíram na frente, mas logo depois apareceu a estrela de Thuram, que, com dois gols na etapa final, levou os Bleus para a final. O primeiro gol saiu depois de boa tabela com Youri Djorkaeff, que terminou com um chute na saída do goleiro. No segundo tento, Thuram roubou a bola e bateu de perna esquerda para virar o placar, levando a França à sua primeira final de Copa do Mundo.
Na final, o adversário era o tradicionalíssimo Brasil, que defendia o título ganho em 1994. Jogando como lateral-direito, Thuram apoiou menos o ataque e se preocupou mais com a defesa. Com dois gol de Zinédine Zidane e um de Emmanuel Petit, a França venceu por 3–0 e conquistou o título. Thuram foi escolhido o terceiro melhor jogador da Copa do Mundo de 1998, ficando atrás somente de Ronaldo e do croata Davor Šuker, artilheiro da competição.
Após tornar-se campeão mundial em 1998, Thuram fez parte da Seleção Francesa campeã da Euro 2000, título que levou a França ao primeiro lugar no ranking da FIFA de 2001 a 2002. Ele também atuou na Copa do Mundo FIFA de 2002, na Copa do Mundo FIFA de 2006, na Euro 96, na Euro 2004 e na Euro 2008, aposentando-se da Seleção Francesa após a Eurocopa de 2008, juntamente com Claude Makélélé. Com 142 partidas disputadas, Thuram atualmente é o segundo jogador que mais vestiu a camisa dos Bleus, atrás apenas de Hugo Lloris.

## Estilo de jogo
Thuram era um jogador extremamente raçudo, consistente e determinado, considerado pelos especialistas como um dos melhores defensores do mundo em seu auge. Como zagueiro, era conhecido por sua força, resistência e seus excelentes atributos físicos, táticos e técnicos, bem como sua inteligência, capacidade de ler o jogo, bom jogo aéreo, além da forte marcação, o que o tornava difícil de ser driblado no um contra um. Como lateral, era conhecido por sua capacidade de apoiar pelas beiradas e também pelas roubadas de bola. Um jogador alto, forte e versátil, igualmente competente ofensivamente e defensivamente, ele podia jogar tanto na lateral quanto na zaga. Apesar de seu estilo de jogo mais físico, o defensor também era conhecido por ser um jogador leal, tendo sido expulso poucas vezes na carreira.

## Vida pessoal
Thuram sempre se destacou por ter inteligência muito acima da média dos jogadores de futebol. Entre as diversas que ele comprou durante a carreira, está a luta contra o racismo. Ele virou um ícone de campanhas pela Uefa e se tornou um embaixador oficial da Unicef. Hoje roda pelo mundo como militante do movimento negro. Thuram também foi figura importante nas lutas contra a homofobia ao redor da Europa. O defensor ainda participou de marchas em apoio ao casamento de pessoas do mesmo sexo, pela independência da Catalunha e ainda pediu atenção ao fato de haver recrutamento infantil em guerras civis na África. Em 2009, recusou o cargo de "ministro da diversidade" oferecido pelo presidente Nicolas Sarkozy no fim de 2008, segundo entrevista publicada na época pelo jornal Le Monde. Thuram alegou que o presidente francês tinha um "discurso racista", além de ser crítico à política imigratória de Sarkozy e ao costume do presidente de chamar tais jovens de "decadentes" ou de "escória da sociedade".

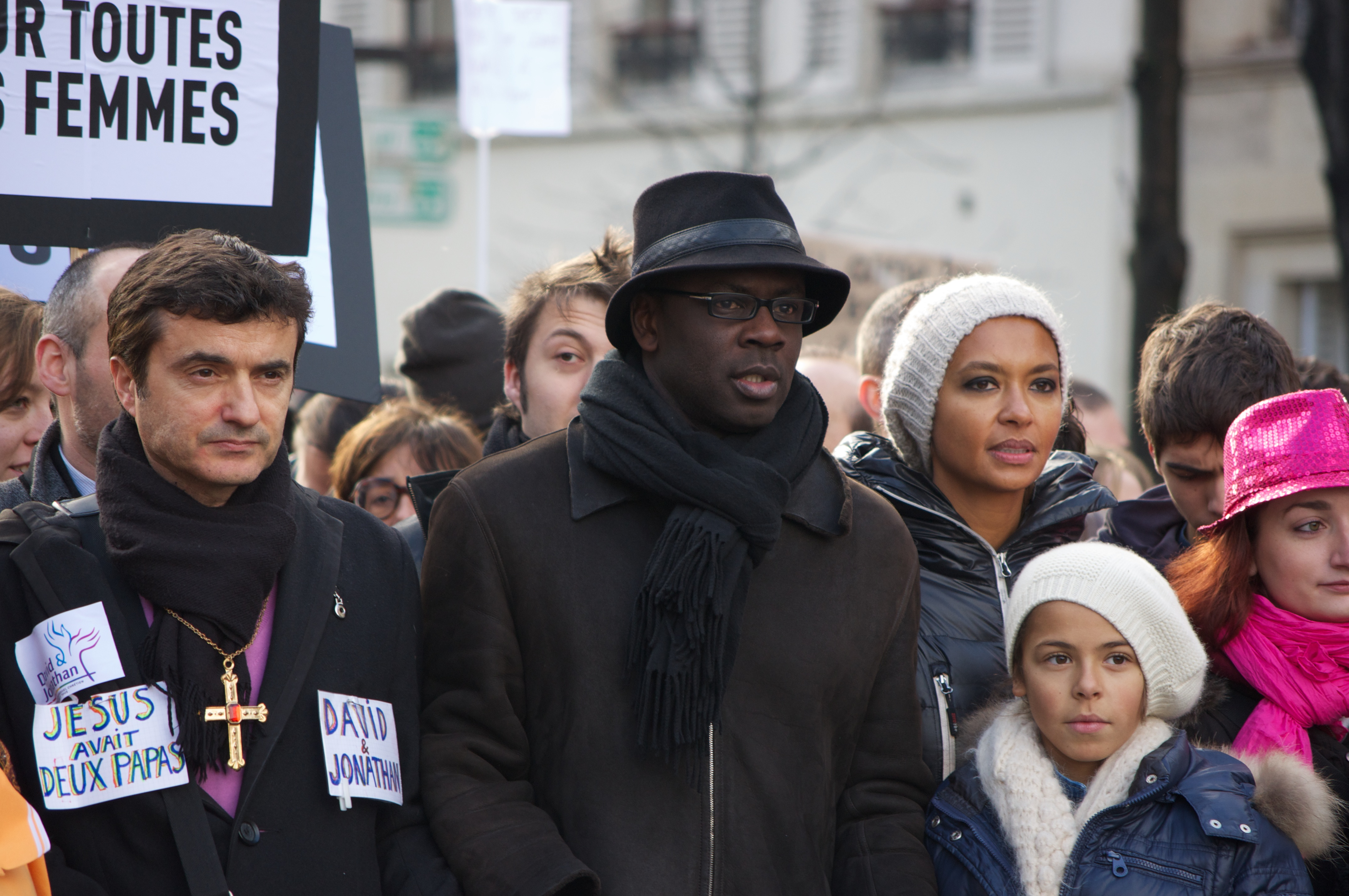
Thuram durante uma marcha em 2013, realizada em Paris. Na ocasião, o ex-jogador defendeu o casamento entre pessoas do mesmo sexo.

Thuram também é desafeto de Jean-Marie Le Pen, que já declarou que Thuram era uma “afronta à França” por ser negro e não ter nascido em território europeu. Outros militantes do partido afirmaram que Lilian era no mínimo hipócrita por defender os mais pobres e estar na posição de futebolista milionário que não vive a realidade dos subúrbios. Em resposta, o jogador respondeu "Se alguém vir o Le Pen por aí, diga que se ele tem algum problema em ser francês, nós não temos. Viva a França! Mas não a França que Le Pen quer, e sim a França verdadeira."
Após sua aposentadoria, criou a fundação Lilian Thuram que desenvolve atividades de conscientização como forma de combate ao preconceito racial.
Em 2010, o jogador francês lançou um livro chamado “Mes étoiles noires” (“Minhas estrelas negras”, em português), no qual aborda questões relacionadas ao racismo. No livro, Thuram diz que Itália é um país racista e se refere, dentre outras coisas, a um cântico dos torcedores da Juventus cuja letra diz que “um negro não pode ser italiano”.
Em entrevista à Rai Radio 2 após os Atentados terroristas em Paris em 2015, Thuram questionou o discurso do presidente francês François Hollande, que afirmou que os ataques colocaram a França em uma guerra. Para o ex-zagueiro, o país já estava em um conflito há muito tempo, desde que decidiram empreender ofensivas a territórios estrangeiros. “Hollande disse na sexta-feira que agora estamos em guerra após os ataques. Meu país está em guerra, sim, mas não a partir de agora. A França tem feito guerra fora de suas fronteiras há algum tempo.”

## Títulos
Monaco
- Copa da França: 1990–91

Parma
- Copa da UEFA: 1998–99
- Copa da Itália: 1998–99
- Supercopa da Itália: 1999

Juventus
- Serie A: 2001–02 e 2002–03
- Supercopa da Itália: 2002 e 2003

Barcelona
- Supercopa da Espanha: 2006

Seleção Francesa
- Copa do Mundo FIFA: 1998
- Eurocopa: 2000
- Copa das Confederações FIFA: 2003